# Balfour Stewart
Pour les articles homonymes, voir Stewart.
 (septembre 2023).
Si vous disposez d'ouvrages ou d'articles de référence ou si vous connaissez des sites web de qualité traitant du thème abordé ici, merci de compléter l'article en donnant les références utiles à sa vérifiabilité et en les liant à la section « Notes et références ».
Balfour Stewart (1er novembre 1828 à Édimbourg, Écosse - 19 décembre 1887 à Ballymagarvey, Balrath, Comté de Meath, Irlande) est un physicien écossais. Il est surtout connu pour ses travaux sur la chaleur radiante, la météorologie et le magnétisme terrestre.

## Biographie
Né à Édimbourg, Stewart a reçu une formation à Dundee, à l'Université de St Andrews et à l'Université d'Édimbourg. Fils d'un marchand de thés, il travaille pendant une certaine période à Leith et en Australie. En retournant étudier en physique, il devient l'assistant de James David Forbes en 1856. Forbes est particulièrement intéressé par les questions touchant la chaleur, la météorologie et le magnétisme terrestre : Stewart le devient également.
La chaleur radiante le préoccupe en premier. Il complète ses recherches sur ce sujet en 1858. Il prolonge ainsi la « loi des échanges » de Pierre Prévost, ce qui lui permet d'établir que les radiations ne sont pas un phénomène de surface, mais qu'elles proviennent de tout le corps radiant. De plus, il détermine que les pouvoirs radiatif et absorbant d'une substance sont égaux, non seulement pour tout le corps, mais aussi pour toute partie de celui-ci.
En 1859, il est nommé au poste de directeur du Kew Observatory, où il s'intéresse aux problèmes posés par les phénomènes météorologiques et de magnétisme terrestre. 
Il devient membre de la Royal Society en 1862. En reconnaissance de son travail sur la chaleur radiante, il reçoit la médaille Rumford en 1868. 
En 1870, année où il est sévèrement blessé lors d'un accident de train, il est nommé professeur de physique au Owens College à Manchester, poste qu'il occupe jusqu'à sa mort. Il décède près de Drogheda en Irlande le 19 décembre 1887.
Stewart est l'auteur de plusieurs manuels de science qui ont connu une diffusion notable. Il a rédigé l'article Terrestrial Magnetism de la 9e édition de l’Encyclopædia Britannica. Il a aussi publié des articles sur plusieurs sujets qui l'ont intéressé. Il a notamment publié Observations with a Rigid Spectroscope, Heating of a Disc by Rapid Motion in Vacuo, Thermal Equilibrium in an Enclosure Containing Matter in Visible Motion, Internal Radiation in Uniaxal Crystals et La conservation de l'énergie ( Paris, Germer Baillière, Bibliothèque scientifique internationale, 1875).
En collaboration avec Peter Guthrie Tait, il a rédigé The Unseen Universe, livre publié initialement de façon anonyme, qui voulait s'opposer à la notion, commune à l'époque, que la science et la religion sont incompatibles. Religieux pratiquant, le nom de Balfour Stewart est associé à la Society for Psychical Research.

## Source
- (en) Cet article est partiellement ou en totalité issu de l’article de Wikipédia en anglais intitulé « Balfour Stewart » (voir la liste des auteurs).